# Lac Stukely
Vous lisez un « bon article » labellisé en 2010.
Pour les articles homonymes, voir Stukely.

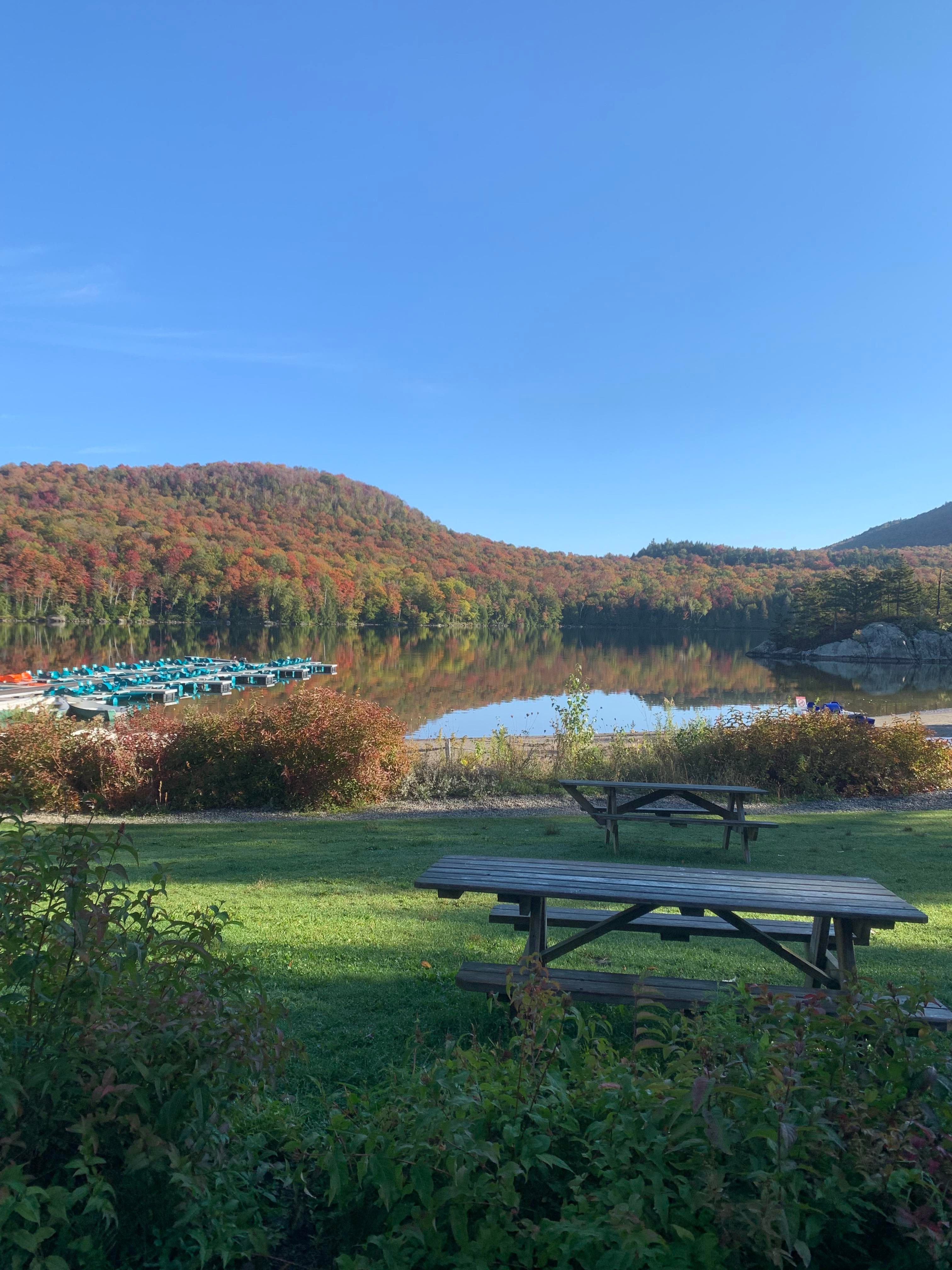
Lac Stukely vu depuis la location du Parc National du Mont Orford en 2021.

Le lac Stukely est un lac naturel de 4 km2 situé dans la région de l'Estrie au Québec (Canada). Ses eaux bordent les municipalités d'Orford, de Bonsecours, d'Eastman et une bonne partie du parc national du Mont-Orford. Il est à la tête du bassin hydrographique de la rivière au Saumon, ce qui lui donne un temps de rétention assez long pour sa taille.
Le lac a été laissé à l'état naturel tout au long du XIXe siècle en raison de l'absence de terres fertiles sur son pourtour. La situation changea au milieu du XXe siècle à la suite de la création du parc du Mont-Orford et de la croissance de la villégiature. Les rives du lac connurent alors plusieurs phases de construction de résidences secondaires ; deux terrains de camping ainsi qu'une colonie de vacances furent créés. L'aspect naturel des rives a servi de décor dans plusieurs séries télévisées.

## Toponymie
Le lac Stukely fait partie du canton de Stukely dont le nom est attesté depuis au moins 1795, puisqu'on le retrouve sur la carte de Gale et Duberger datant de cette époque. Ce toponyme aurait pour origine celui d'un village homonyme de la région du Huntingdonshire en Angleterre dont le nom est une déformation du vieil anglais styfic-[leah] signifiant « chicot ».
Le lac était également connu sous les noms de « lac Bonnallie » et « lac Bonnalay », du nom d'une famille ayant habité dans les environs du parc. Une carte postale de 1905 utilise « lac Bonneta ». En 1955, l'archidiocèse de Sherbrooke fait une demande à la Commission de toponymie du Québec pour en changer le nom en « lac Jouvence », du nom de sa colonie de vacances. Cette dernière refuse cette demande. En 1983, l'association des riverains du lac demande à la commission de Toponymie de choisir entre les appellations « Stukely » et « Bonnalay », qui étaient utilisées également au niveau local. En 1985, la commission tranche alors pour « Stukely », réputé plus ancien et prédominant ; l'association opte définitivement pour « lac Stukely » en 1998.

## Géographie

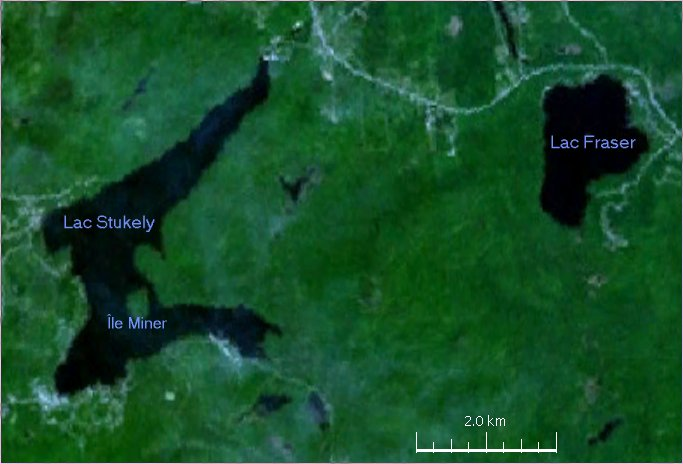
Image satellite du lac Stukely.

Le lac est localisé à 45° 22' 31" de latitude nord et à 72° 15' 07" de longitude ouest. Il est à 7 km au nord-est de la zone urbanisée d'Eastman. Il chevauche le territoire des municipalités d'Orford, de Bonsecours et d'Eastman.
Il est situé dans la région naturelle des monts Sutton, dans la chaîne de montagnes des Appalaches.

### Géologie
Le sous-sol du lac est composé en majorité d'ophiolites provenant d'une obduction (chevauchement d'une plaque océanique sur une plaque continentale) de l'océan Iapetus qui est présente de manière discontinue dans les Appalaches, de la frontière américaine à Baie Verte sur l'île de Terre-Neuve. Celle-ci est composée de roches volcaniques, de pyroxénite et de gabbro. Les extrémités est et ouest sont quant à elles situées dans une formation sédimentaire composée de brèche de taille et de composition variées. La totalité des roches date du Cambrien et de l'Ordovicien (de 542 à 443 millions d'années avant notre ère).
Le plateau du lac Stukely sépare le mont Chauve du mont Orford. Au nord du lac, on retrouve des dépôts mêlés de sable et de till, provenant de la fonte glaciaire de la rivière aux Cerises. Les dépôts lacustres, recouverts d'une couche organique, font près d'un mètre d'épaisseur sur le till près des rives du lac. Le profil type des rivages des plans d'eau de la région est défini par Léo Provencher de l'Université de Sherbrooke comme étant constitué d'« une beine sablo-graveleuse à pente faible et parsemée de blocs, attenante à un léger talus de blocs et à un versant de till à pente moyenne, le tout associé à un couvert arborescent mixte ».

### Hydrologie
Le bassin versant du lac compte environ 12 cours d'eau tributaires pour une longueur totale de 12,5 km et couvre un territoire de 18,2 km2. Le lac Stukely est le lac de tête de son bassin versant,. Le lac se déverse par un exutoire dans sa partie nord-est, la décharge du Lac Stukely, dont le débit est régulé par le barrage Stukely construit en 1950. Ses eaux, après être passées dans la Chaîne des lacs et le lac Fraser, aboutissent dans la rivière au Saumon puis la rivière Saint-François. La durée de rétention, c'est-à-dire la durée du séjour de l'eau dans le lac, est relativement longue, soit de 4,03 années.
Le lac lui-même couvre une superficie de 4 km2 pour une profondeur moyenne de 13 m et maximale de 32 m. Ses plus grandes dimensions sont de 5,3 km en longueur et 1,6 km en largeur, avec un volume d'eau estimé à 53 100 000 m3. Le lac Stukely est situé à 285 m au-dessus du niveau de la mer. La principale île du lac est l'île Miner (superficie de 19 acres ou 0,077 km2), qui fait partie du territoire du Parc national du Mont-Orford.
L'eau du lac est jugée très douce et légèrement acide, ce qui le rend sensible à la pollution par des pluies acides. Ses caractéristiques chimiques et biologiques le classent comme un lac oligotrophe à mésotrophe.

### Occupation du territoire

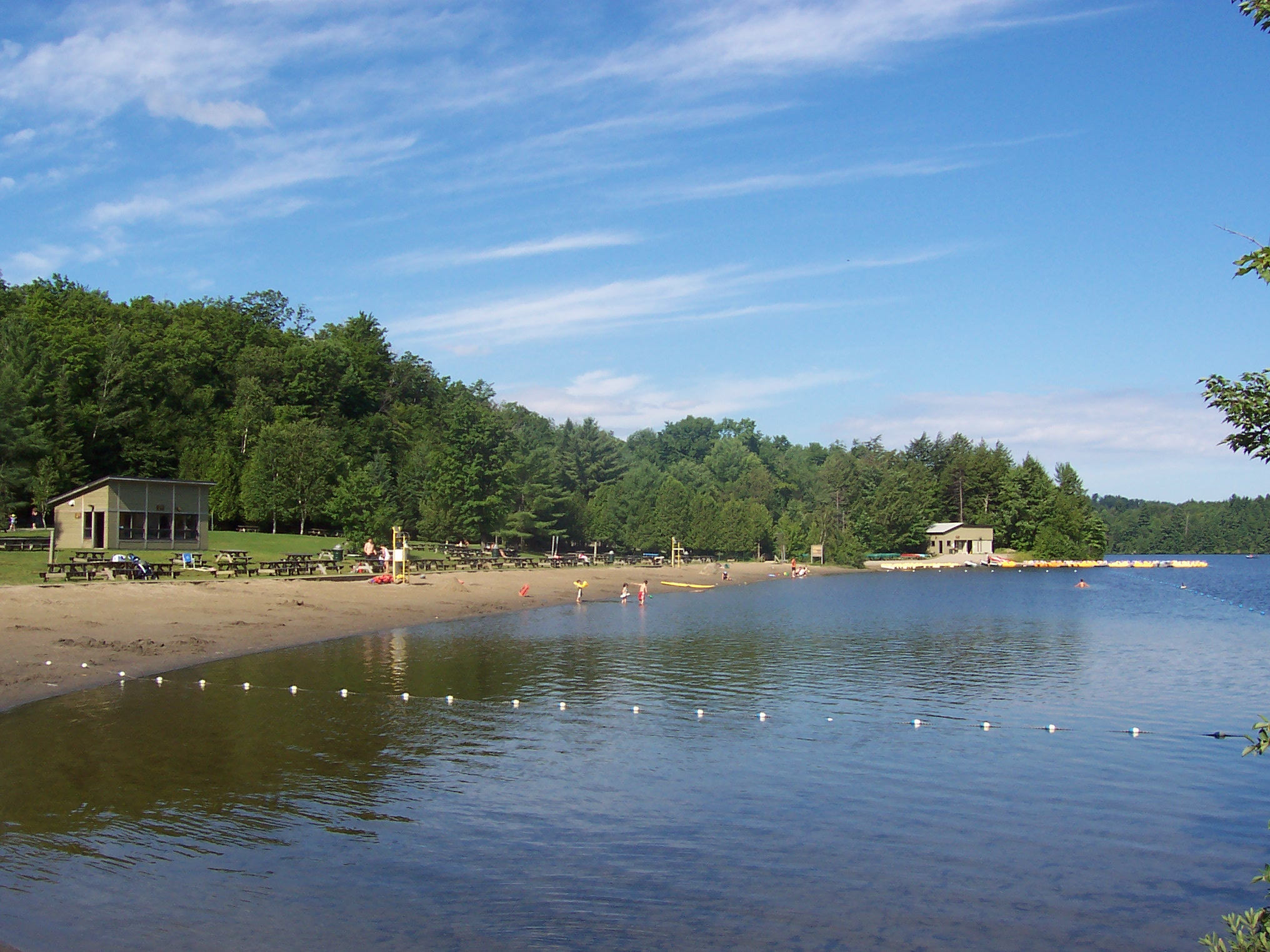
Plage du lac Stukely au Parc national du Mont-Orford en 2007.

La portion orientale de ses berges est occupée par le parc national du Mont-Orford sur environ 12 km. Deux secteurs du parc sont concernés : le secteur Jouvence et le secteur du Lac-Stukely. Ce dernier comporte un terrain de camping de 358 emplacements dont certains en bordure du lac ainsi qu'une plage, très fréquentée. Il n'est pas rare que sa capacité d'accueil de 2 500 personnes soit atteinte. On y trouve également une rampe de mise à l'eau pour petites embarcations. Le secteur Jouvence entoure le centre de villégiature du même nom où sont pratiquées des activités de plein air avec hébergement.
L'occupation des sols du bassin versant est majoritairement forestière qui est, pour une bonne part, protégée par le parc national. Si l'agriculture puis l'exploitation forestière y ont été pratiquées au XXe siècle, le couvert forestier occupe en 2008 environ 70 % du bassin versant et le couvert hydrique environ 25 %. Les zones habitées en bordure occidentale du lac comptent pour près de 3,5 % de sa superficie et les milieux humides, près de 1 % ; le reste étant constitué de friches et de cultures. L'artificialisation des rives du lac est faible puisque celles-ci sont naturelles à 82 % ou en régénération à 2,5 % ; seule une petite portion est ornementale (12,5 %) ou dégradée (2,5 %).

## Climat
Le lac Stukely est dans la zone de climat continental humide de la classification de Köppen.
| Mois                              | jan.  | fév.  | mars | avril | mai   | juin  | jui.  | août | sep. | oct. | nov. | déc.  | année   |
| --------------------------------- | ----- | ----- | ---- | ----- | ----- | ----- | ----- | ---- | ---- | ---- | ---- | ----- | ------- |
| Température minimale moyenne (°C) | −14,9 | −13,5 | −7,3 | −0,1  | 6,4   | 11,7  | 14,3  | 13,2 | 8,6  | 2,9  | −2,9 | −10,7 | 0,6     |
| Température moyenne (°C)          | −10,4 | −8,8  | −2,8 | 4,6   | 12    | 16,9  | 19,4  | 18,2 | 13,3 | 7,1  | 0,5  | −6,7  | 5,3     |
| Température maximale moyenne (°C) | −5,9  | −4    | 1,7  | 9,3   | 17,5  | 22,1  | 24,5  | 23,2 | 18   | 11,4 | 3,9  | −2,7  | 9,9     |
| Précipitations (mm)               | 86,5  | 62    | 80,2 | 81,7  | 100,3 | 110,4 | 120,2 | 120  | 97,8 | 95,6 | 92,3 | 87,6  | 1 134,5 |
| dont neige (cm)                   | 63,4  | 45,1  | 45,5 | 16,5  | 0,3   | 0     | 0     | 0    | 0    | 2,1  | 27,9 | 58,2  | 259     |

## Histoire

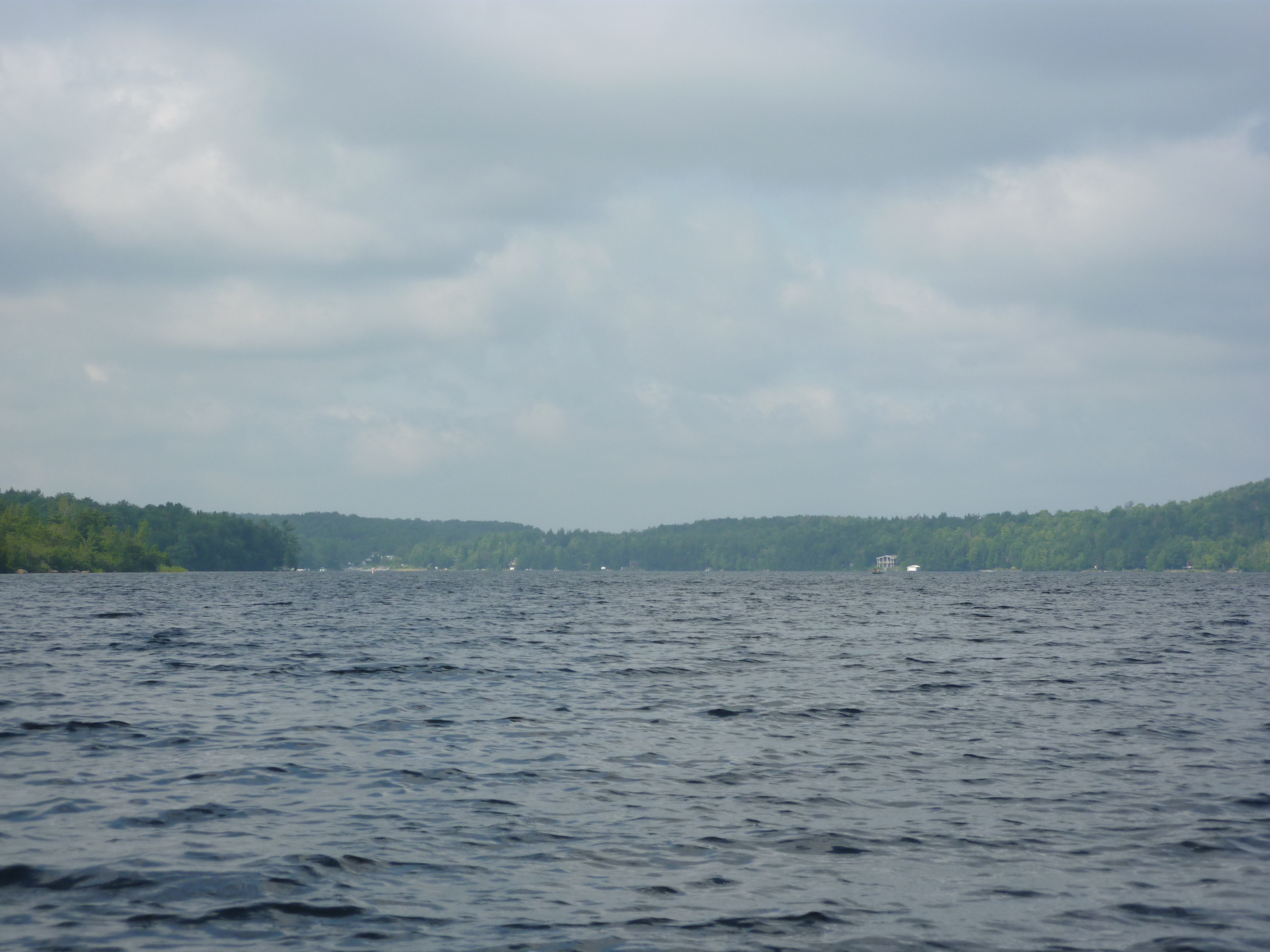
Vue vers l'ouest depuis une position sur le lac Stukely en face de la plage du parc du Mont-Orford. Des installations humaines sont visibles au loin sur la berge ouest du lac.

Bien que le territoire du lac Stukely ait été ouvert à la colonisation à partir de la fin du XVIIIe siècle pour les cantons de Stukely et d'Orford, il reste peu développé par sa localisation en montagne et les terres peu fertiles qui l'entourent. Un chemin reliant Montréal à Sherbrooke est néanmoins construit entre 1834 et 1836 près de la décharge du lac ; un service de diligence ouvre en 1837 avec un arrêt à « Bonnalie Mills », près de la décharge du lac. En 1905, un embranchement de la ligne de chemin de fer Eastman-Valcourt est construit sur la rive sud du lac jusqu'au camping actuel du parc national. Celui-ci sert principalement à l'exploitation forestière jusqu'en 1920.
La famille Miner, de Granby acheta en 1944 un immense terrain au nord-est du parc pour y construire une résidence secondaire. Le reste du lac fut principalement affecté à la chasse et la pêche jusqu'aux années 1950.
Toujours en 1944, l'archidiocèse de Sherbrooke achète un chalet de chasse et de pêche près de la décharge du lac, pour en faire une colonie de vacances. Le Camp Jouvence accueille d'abord des jeunes d'organisations catholiques pour leur formation humaine et chrétienne, et fait l'objet de plusieurs agrandissements jusqu'aux années 1960. Alors que la Révolution tranquille provoque plusieurs changements au Québec, l'accueil, été comme hiver, de groupes non nécessairement à vocation chrétienne, comme les Cercles des jeunes naturalistes, modifie la mission du Camp Jouvence. La gestion du site est cédée à un organisme sans but lucratif laïc, qui prend le relais de l'épiscopat en 1970. En 1974, le site accueille le Rallye national des Scouts. En 1976, le gouvernement québécois se porte acquéreur du site, qui devient la Base de plein air Jouvence et qui est ensuite intégré au parc national du Mont-Orford. À partir des années 1980, la vocation du site continue d'évoluer, il devient ouvert durant les quatre saisons et diversifie son offre d'activités de loisirs et ses types d'hébergement en accueillant non seulement les groupes de jeunes, mais également le grand public. En 2010, la base de plein air emploie 60 personnes à temps plein et 125 employés occasionnels.
En 1920, George Austin Bowen, un médecin de Magog, cherche à convaincre les autorités régionales de créer un parc dans le but de préserver la beauté du mont Orford, par la création d'un lieu de tourisme et de délassement pour la région. En 1929, juste avant la Grande Dépression, 1 200 acres (485 ha) sont conservées à cette fin, mais la crise financière suspend le projet à court terme. Le 8 avril 1938, la loi sur la création du parc est sanctionnée et il faut alors plus de quatre ans au gouvernement pour acquérir les 41 km2 originaux du parc. En 1967, pour répondre à la demande touristique de l'Exposition universelle de 1967, le gouvernement fait construire un camping de 300 emplacements au sud-est du lac. Il crée une plage artificielle à partir d'une sablière située à Stukely. En 1975, le gouvernement acquiert des terrains dans le secteur nord du parc, y compris le centre de villégiature Jouvence, située au nord du lac.
À partir de 1958, la rive orientale du lac commence son développement par la construction de résidences secondaires. Se succèdent au cours des ans trois projets immobiliers ; le premier, dit « Développement Normand », commence en 1959 et comprend environ 150 résidences au sud-ouest du lac. Le second — le Monbel — a lieu à l'ouest. Les 37 emplacements qu'il comprend sont prêts à partir de 1964. Le dernier développement — Le Domaine des Étoiles — a lieu à l'ouest et comprend environ 47 résidences à partir de 1995. Un camping privé de 164 emplacements, le « camping Normand », est présent au sud-ouest du lac à partir de 1959.
Une association de propriétaires riverains est créée en 1968.

## Faune et flore
En 2002-2003, une quinzaine d'espèces de plantes aquatiques ont été répertoriées. Les plus communes sont des algues, Chara et Nitella. Parmi les plantes les plus communes, on retrouve également l'eriocaulon septangulaire (Eriocaulon septangulare), le myriophylle en épis (Myriophyllum spicatum), la vallisnérie d'Amérique (vallisneria americana), Isoetes sp. et le potamot nain (Potamogeton pusillus).
Le couvert forestier de ses rives est situé dans le domaine bioclimatique de l'érablière à tilleul de l'est, à la limite de l'érablière à bouleau jaune, dominé par l'érable à sucre (Acer saccharum). On note également la présence de la pruche du Canada (Tsuga canadensis), du thuya occidental (Thuya occidentalis), du sapin baumier (Abies balsamea) et de l'épinette noire (Picea mariana) sur les berges du côté du mont Chauve, ainsi que de pins blancs (Pinus strobus) sur l'île Miner et la berge lui faisant face.
Le zooplancton du lac est constitué principalement de copépodes, avec la présence marquée en surface de cladocères et de protozoaires.
Plusieurs espèces de poisson fréquentent le lac. Parmi les plus communes, on compte l'achigan à petite bouche (Micropterus dolomieu), la barbotte brune (Ameiurus nebulosus), des cyprinidés, le crapet-soleil (Lepomis gibbosus), l'éperlan arc-en-ciel (Osmerus mordax), le meunier noir (Catostomus commersonii), la perchaude (Perca flavescens), le touladi (Salvelinus namaycush) et la truite arc-en-ciel (Oncorhynchus mykiss).
Les environs du lac sont fréquentés par cinq espèces de reptiles, dont la tortue serpentine (Chelydra serpentina) et la tortue peinte (Chrysemys picta). Il est aussi visité par seize espèces d'amphibiens dont le triton vert (Notophthalmus viridescens), la grenouille verte (Lithobates clamitans), la grenouille du Nord (Lithobates septentrionalis) et le ouaouaron (Lithobates catesbeianus).
La faune aviaire fréquentant le milieu aquatique compte parmi ses représentants le pygargue à tête blanche (Haliaeetus leucocephalus), le balbuzard pêcheur (Pandion haliaetus), la bernache du Canada (Branta canadensis), le canard branchu (Aix sponsa), le canard colvert (Anas platyrhynchos), le canard noir (Anas rubripes). la sarcelle d'hiver (Anas crecca), le fuligule à collier (Aythya collaris), le petit garrot (Bucephala albeola), le garrot à œil d'or (Bucephala clangula), le grand harle (Mergus merganser), le harle couronné (Lophodytes cucullatus), le plongeon huard (Gavia immer), le grèbe à bec bigarré (Podilymbus podiceps), le cormoran à aigrettes (Phalacrocorax auritus), le butor d'Amérique (Botaurus lentiginosus), le héron vert (Butorides virescens), le grand Héron (Ardea herodias), le chevalier grivelé (Actitis macularius), le chevalier solitaire (Tringa solitaria), la bécassine de Wilson (Gallinago delicata), la bécasse d'Amérique (Scolopax minor), le goéland hudsonien (Larus smithsonianus), le goéland à bec cerclé (Larus delawarensis) et le martin-pêcheur d'Amérique (Megaceryle alcyon).
Parmi les mammifères qui fréquentent le lac dans le secteur du parc national du Mont-Orford, on compte le rat musqué (Ondatra zibethicus), la loutre de rivière (Lontra canadensis), l'orignal (Alces alces) ainsi que le castor du Canada (Castor canadensis). Le castor est très abondant dans la région entre le lac et le mont Chauve et cette région a porté le nom de La Castorie, appellation toujours attribuée à un étang qui y est situé.

## Culture populaire
Les rives du lac Stukely étant peu habitées, celui-ci a été mis en scène par plusieurs séries télévisées canadiennes. CF-RCK utilise le paysage du lac comme fond de scène. Les séries Le Courrier du roy et Rue de l'anse en ont l'usage pour leurs scènes extérieures. Il est également possible que la série Radisson et le film Mon amie Pierrette de Jean Pierre Lefebvre aient utilisé le lac pour quelques scènes.